# 湯浅譲二
湯浅 譲二（ゆあさ じょうじ、1929年8月12日 - 2024年7月21日）は、日本の現代音楽の作曲家。

## 経歴
1929年、福島県郡山市にて開業医、寿泉堂病院（現：寿泉堂綜合病院）二代目院長湯浅大太郎（医学博士）の次男として生まれる。芸術愛好家だった父の影響で幼時より音楽に親しむ。郡山市金透尋常小学校の3年生頃からブラスバンドに入り、トランペットを担当した。
旧制福島県立安積中学校を卒業したのち上京し、慶應義塾大学医学部に進む。当時は外科医志望であり作曲は趣味として行うつもりだったが東京で日本の現代音楽の状況を知るうちに「このぐらいなら自分でもできる」と思うようになり1951年、「10年間は面倒みてやるから」との父親の合意のもとに医学部教養課程を中退して作曲の道に進む。詩人・瀧口修造を中心に集まった芸術家グループ・実験工房に加わり、武満徹らと共に活動し電子音楽や自作を含む現代音楽の演奏会の製作にかかわった。
一方で古典的な作曲理論を身につけておく必要も痛感し、大学教養課程での音楽の担当であった評論家・村田武雄の紹介で中田一次に短期間師事している。
1981年よりロジャー・レイノルズの招きでアメリカのカリフォルニア大学サンディエゴ校でブライアン・ファーニホゥらと共に作曲の教職に就いていた。UPICやMUSIC-Nにも果敢に挑み、電子音楽に傑作を残した開祖的存在でもある。
カリフォルニア大学サンディエゴ校教授、日本大学藝術学部客員教授、東京音楽大学客員教授、桐朋学園大学特任教授などを経て、現在、カリフォルニア大学サンディエゴ校名誉教授、国際現代音楽協会 (ISCM) 名誉会員。慶應義塾大学アート・センター訪問所員、郡山市名誉市民。
「秋吉台の夏」現代音楽セミナー&フェスティバルでは、全国の音楽大学から集った作曲学生に作曲思想を伝授して、2000年代にデビューした作曲家たちに大きな影響を与えた。
作曲の弟子には、藤枝守、田中聰、伊藤弘之、久田典子、伊左治直、植田彰、松本直祐樹、今井智景、中橋愛生、川上統、ジュリアン・ユーほかがいる。
2024年7月21日、東京都内の自宅で肺炎により死去。94歳没。

## 創作理念
湯浅が自らの音楽を語る言葉として、次の文句が良く引き合いに出される。「私にとって音楽とは、音響エネルギー体の空間的・時間的推移である」。これはつまり音楽をその音響現象の中に見られるエネルギーの力学的運動として捉えることにより、その音楽の語り口（ナラティヴィティ）を見出そうというものである。このことによって湯浅はジャンルや様式、地域性などを超えたほとんどの音楽がこの言葉によって説明できるとしている。
もう一つ重要な言葉として、「コスモロジー」という言葉も湯浅は多用している。これは個々の人間が持つ個人性、その人の歩んできた歴史背景、学習・経験してきた事柄、さらに地域性、民族性、時代性などを包括する言葉である。これによって個々の作曲家には個性が反映され、作曲家独自のメッセージが生まれると湯浅は解説している。
題名に多用される「プロジェクション」という言葉は、サルトルの言葉「投企（プロジェprojet）」に基づくものである。

## 主要作品

### 管弦楽曲
- 箏とオーケストラのためのプロジェクション「花鳥風月」(1967)
- クロノプラスティク I (1972)
- オーケストラの時の時 (1976)
- オーケストラのためのレクイエム (1980)
- 組曲《芭蕉による情景》(1980-89)
- オーケストラのための透視図法 (1983)
- シベリウス讃 ─ミッドナイト・サン─ (1991)
- 始源への眼差 II (1992)
- レスポンソリウム～「和解のレクイエム」より (1995)
- 交響組曲《奥の細道》(1995)
- クロノプラスティクII[10] (1999)
- クロノプラスティク III (2001)
- 内触覚的宇宙 V (2002)
- 始原への眼差しIII （2005）
- 室内オーケストラのためのプロジェクション (2008)
- 秋風の芭蕉 (2009)
- オーケストラのための軌跡 (2017-2022)

### 協奏曲
- ヴィオラとオーケストラのための「啓かれた時」(1986)
- ピアノ・コンチェルティーノ (1994)
- ヴァイオリン協奏曲《イン･メモリー･オブ武満徹》(1996)

### 室内楽
- 7人の奏者のためのプロジェクション
- 相即相入 (1963)
- 弦楽四重奏のためのプロジェクション (1970)
- 冬の日・芭蕉讃 (1981)
- 天気予報所見 (1983)
- インター・ポジ・プレイ・ション I
- 相即相入 第2番（2人の打楽器奏者のための）
- 内触覚的宇宙III -虚空-（二十絃箏と尺八のための）
- 弦楽四重奏のためのプロジェクション II
- 内触覚的宇宙IV（チェロとピアノのための）
- 芭蕉の句による4つの心象風景 (vn,pf)
- 始源への眼差 IV（2011,打楽器、ピアノ）
- -古代祭祀空間- 石舞台考（笛、尺八、打楽器） (1981)

### 独奏曲（ピアノを除く）
- 電子ギターのためのプロジェクション (1968)
- 私ではなく風が… Not I, but the Wind... (1976) アルト・サクソフォン（増幅）のための
- My Blue Sky, No.3 (1977) ヴァイオリン・ソロのための
- ドメイン (1978) フルート・ソロのための
- クラリネット・ソリテュード (1980)
- 舞働II (1987) アルト・フルート（または能管）のための
- 原風景 (1988) 笙のための
- タームズ・オヴ・テンポラル・ディーテイリング (1989) バス・フルートのための
- テナー・リコーダーのためのプロジェクション (1989)
- 虚空：始源に向かって (1993) アコーディオンのための
- ヴィオラ・ローカス (1995) ヴィオラ
- 礼楽　Reigaku (1997) アルト・フルートのための
- ハープのある時空 (1999) ハープとテープのための
- イン・ア・レ・コン・パー・エックス (2003) トロンボーン
- マリンバのための音楽 (2006)
- ぶらぶらテューバ (2006)
- ローカス・オン・コロンビズ・チャコーナ (2010) チェロ
- ギター組曲「藍より青く」(2011)
- ホルン・ローカス (2014) ホルン　※同一楽譜でオークターブ下げてチューバ・ローカスもある
- ヴァイブ・ローカス (2015) ヴィブラフォン

ほか

### ピアノ曲
- 2つのパストラール (1952)
- 内触覚的宇宙 (1957)
- オン・ザ・キーボード (1972)
- サブリミナル・ヘイ・J（ビートルズ の「ヘイ・ジュード」と、自分の名前・Jojiを掛け合わせたもの）
- 内触覚的宇宙II・トランスフィギュレーション (1986)

ほか

### 吹奏楽
- 行進曲・新潟
- 冬の光のファンファーレ（長野オリンピック開会式のために作曲）
- ファンファーレ「炬火点火」（ふくしま国体）

### マンドリンオーケストラ
- エレジイ・哀歌
- サーカスヴァリエーションより

### 雅楽
- ミュージック・フォー・コズミック・ライト（2011）

### 電子音楽、ミュジーク・コンクレート、コンピュータ音楽
- 葵の上（1961/注：黛敏郎の同名のテープ音楽作品とは別）
- プロジェクション・エセムプラスティク
- ホワイトノイズによるイコン (1967)
- スペース・プロジェクションのための音楽 (1970年大阪万博のせんい館のための音楽で、テープ音楽、15分15秒、＜DENON C0C0-78450＞)
- ヴォイセス・カミング（電話交換局、フィラー 言語、政治演説から作られた会話の音声に基づくテープ音楽）(1969)

- マイ・ブルースカイ第1番 (1975)
- 「夜半日頭」に向かいて－世阿弥頌－ (1984)
- 白の研究（1987）
- コンピューターと室内アンサンブルのための「世阿弥・九位」(1988)
- UPIC のための「始原への眼差し 第一番」(1991)

ほか

### バレエ、舞踊のための音楽
- サーカス・ヴァリエーション（1954/2台ピアノ）
- 花妖（1955/オーケストラ）
- カルメン（1956/ジャズオーケストラによる）
- 闘鶏 (1957/2cl,pf,perc)
- 3つの世界（1959/オーケストラ）
- 愛-銀の家（1960/ピアノ）
- お椀（1963/ミュージック・コンクレート）
- 白光 (1963)

### 合唱曲
- アタランス
- オノマトペによるプロジェクション
- 問い（谷川俊太郎のオリジナルテキストによる）
- 演奏詩 呼びかわし
- 芭蕉の俳句によるプロジェクション
- 無伴奏混声合唱のための「懐かしいアメリカの歌」
- 男声合唱のための「世阿弥「九位」によるコンポジション」
- 声のための「音楽（オトガク）」
- 女声合唱組曲「ふるさと詠唱」（三谷晃一）
- Projection for Voice - as a sonic apparatus -
- 男声合唱のための「芭蕉の俳句による四季」
- 混声合唱曲「息」（谷川俊太郎）
- 混声合唱曲「秋」（谷川俊太郎）
- 混声合唱曲「風」（谷川俊太郎）

### 校歌・社歌・団体歌
- 秀明学園　（詩：植村敏夫/1978）
- 岩手県立花北商業高校校歌（詩：谷川俊太郎/1974）
- 岩手県立盛岡北高等学校（詩：谷川俊太郎/1978）
- 福島県立福島中央高等学校（詩：谷川俊太郎/1974）
- 福島県立福島東高等学校　（詩：長田弘/1981）
- 福島県立福島南高等学校
- 福島県三春町立岩江中学校
- 千葉県立八千代西高等学校
- 千葉県立袖ヶ浦高等学校（詩：東平久雄/1978）
- 東京都品川区立三木小学校（詩：谷川俊太郎/1962）
- 東京都江東区第三大島中学校（詩：谷川俊太郎/1964）
- 埼玉県立朝霞高等学校
- 安積幼稚園園歌（詩：本橋淳子/1980）
- 郡山婦人会保育所 空に海に砂に（詩：渡辺康子/1980）
- 日商岩井 社歌 生きるNI　（詩：谷川俊太郎/1978）
- 明治製菓株式会社 社歌（詩：谷川俊太郎/1979）
- 福島少年自然の家の歌
- 茨城県土浦日本大学中等教育学校

### 童謡
- 美しいこどものうた [11]  「おかあさんといっしょ」など子供番組のために作曲した童謡を集め、ピアノ伴奏の歌曲として楽譜出版およびCD録音された。
  - 1　ほんとだよ　                作詞：山中恒
  - 2　ピコットさん　                作詞：香山美子
  - 3　あめのひ　                作詞：谷川俊太郎
  - 4　インディアンが通る　                作詞：山中恒
  - 5　やさいはきらい　                作詞：鶴見正夫
  - 6　こおろぎ　                作詞：香山美子
  - 7　まど　                作詞：片岡輝
  - 8　チビのハクボク　                作詞：谷川俊太郎
  - 9　大きくなったでしょ　                作詞：香山美子
  - 10　ちゃっぷちゃっぷらん　                作詞：まど・みちお
  - 11　それでも　あんよ　                作詞：こわせ・たまみ
  - 12　かぜ　               作詞：谷川俊太郎
  - 13　ふしぎなおかお　                作詞：丸野きせ
  - 14　とけい　               作詞：谷川俊太郎
  - 15　僕だけ知ってたうた　                作詞：山中恒
  - 16　しゃぼんだま　                作詞：まど・みちお
  - 17　はしれちょうとっきゅう　                作詞：山中恒
  - 18　きょうはなにいろ　                作詞：阪田寛夫
  - 19　はっぱがわらった　                作詞：香山美子
  - 20　甘い夏みかん　                作詞：大熊義和、まどみちお
  - 21　ジェット機キューン　                作詞：鶴見正夫
  - 22　川　                作詞：谷川俊太郎
  - 23　宇宙船ペペペペランと弱虫ロン　               作詞：谷川俊太郎
  - 24　冬の思い出　                作詞：谷川俊太郎
  - 25　二冊の本　               作詞：谷川俊太郎
  - 26　じゃあね　                作詞：谷川俊太郎

### 映画音楽、テレビなどの音楽

#### 映画
- 白い長い線の記録（1960年、松本俊夫監督）
- わたしはナイロン（1962年、松本俊夫監督）
- 裸体（1962年、成沢昌茂監督）※武満徹と共作
- 晴海埠頭倉庫（1965年、松本俊夫監督）
- 悦楽（1965年、大島渚監督）
- 黒い雪（1965年、武智鉄二監督）
- 幻日（1966年、武智鉄二監督）
- 霞が関147M　－霞が関超高層ビル第二部－（1967年）
- 地下を進む都市開発－シールド工法－（1967年）
- 母たち（1967年、松本俊夫監督）
- 薔薇の葬列（1969年、松本俊夫監督）
- オートノミー　自律性（1972年、松本俊夫監督）
- アンディ・ウォーホル=複々製（1974年、松本俊夫監督）
- 詩人の生涯（1974年、川本喜八郎監督）
- 悪霊島（1981年、篠田正浩監督）
- 海の見える美術館　MOA美術館 （1982年）
- お葬式（1984年、伊丹十三監督）
- 女たちの証言 ―｢労働運動のなかの先駆的女性たち｣―（1996年、羽田澄子監督）
- 浮舟（1998年、篠田正浩監督）
- 梟の城 owl's castle（1999年、篠田正浩監督）
- 平塚らいてうの生涯（2001年、羽田澄子監督）

#### テレビ
- 写楽はどこへ行った (NHK)
- 木枯し紋次郎（フジテレビ / C.A.L）
- 連続テレビ小説「藍より青く」(NHK)
- 銀河ドラマ「霧の旗」(NHK)
- 大河ドラマ「元禄太平記」(NHK)
- 大河ドラマ「草燃える」(NHK)
- 大河ドラマ「徳川慶喜」(NHK)
- コメットさん（第1期）（TBS / 国際放映）
- FTVニューステーマ
- FCTソング（福島中央テレビ）
作詞：内海久二、歌：井口典子。1970年の福島中央テレビ (FCT) 開局記念に作られたイメージソングの作曲。

#### ラジオ
- 『十円玉』(NHK)
- ラジオ劇場『鳩』(NHK)
- 『楢山節考』（TBS／1957・武智鉄二演出）
- 『ラジオのための2SF』（TBS／1960・谷川俊太郎作）
- 『ある降霊術の記憶』（ニッポン放送／1960・石原慎太郎作）
- 『老いたる熊打ちの物語』（NHK／イタリア賞ドラマ部門参加）
- 『星にきらめくナジャ』（NHK／1963）
- 『ひるがえる旗の意味』（NHK/1965・谷川俊太郎台本）
- 『箱』（NHK/1964・寺山修司台本）
- 『コメット・イケヤ』（NHK/1966・寺山修司台本・イタリア賞）
- 『おはようインディア』（NHK/1966・寺山修司台本）
- 『まんだら』（NHK/1967・寺山修司台本・芸術祭大賞）
- 『黙示録』（NHK/1969・寺山修司台本）
- 『死者の奢り』（NHK/1968・大江健三郎作）

CM
- キユーピーマヨネーズ「回る野菜/セロリ」篇「回る野菜/アスパラ」篇
- ヤマハエレクトーン（1967）
- ママレモン（1968）
- 目薬ハッキリ（1971）
- ポーラエクセル
- ヱビスビールCM（ヱビスマーク編/1972/松本プロ）
- 旭化成ベンベルグ裏地（1972/松本プロ）
- 旭化成ベンベルグ裏地（ブティック編/松本プロ）
- 出光石油
- 日商岩井

### フォークソング
- 耳をすましてごらん（歌：本田路津子） - 1972年NHK連続テレビ小説『藍より青く』主題歌

ミュージカル
- 降霊術

## 著作
- 『現代の日本音楽 18 湯浅譲二』春秋社、2007年
- 『人生の半ば - 音楽の開かれた地平へ』 慶應義塾大学出版会、1999年
- 『未聴の宇宙、作曲の冒険』（西村朗と共著） 春秋社、2008年
- 『脳科学と芸術』（共著） 工作舎、2008年、ISBN 978-4-87502-414-9
- 『人間にとっての 音⇔ことば⇔文化』（川田順造と共著） 洪水企画／草場書房、2012年

## 受賞歴
- 1961年：ベルリン国際映画祭審査員特別賞（テレビ『日本の美・佛』）
- 1966年：イタリア賞（ラジオドラマ『コメット・イケヤ』）
- 1967年：サン・マルコ金獅子賞（映画『母たち』）、イタリア賞（ラジオドラマ『愛と修羅』）
- 1973年：尾高賞（「クロノプラスティク」）、文化庁芸術祭ラジオ部門大賞（「クロノプラスティク」）
- 1983年：文化庁芸術祭ラジオ部門大賞（「管弦楽のための透視図法」）
- 1987年：尾高賞（「啓かれた時」）
- 1995年：京都音楽賞大賞、飛騨古川音楽大賞
- 1996年：サントリー音楽賞（「ヴァイオリン協奏曲」）
- 1997年：紫綬褒章、尾高賞（「イン・メモリー・オブ 武満徹」）
- 1999年：日本芸術院賞・恩賜賞
- 2000年：日本アカデミー賞映画音楽優秀賞受賞（映画『梟の城』）
- 2003年：尾高賞（「内触覚的宇宙 第5番 - オーケストラのための」）
- 2007年：旭日小綬章
- 2014年：文化功労者[12]
- 2024年：尾高賞（「哀歌(エレジィ) - for my wife，Reiko - 」）[13]